# Cautinella minuta
Cautinella minuta är en spindelart som beskrevs av Alfred Frank Millidge 1985. Cautinella minuta ingår i släktet Cautinella och familjen täckvävarspindlar. Inga underarter finns listade i Catalogue of Life.